# Jakov Dsjugasjvili
Jakov Iosifovitj Dsjugasjvili (georgisk: იაკობ იოსების ძე ჯუღაშვილი tr. Iakob Iosebis dze Djughashvili ; russisk: Яков Иосифович Джугашвили, tr. Jakov Iosifovitj Dsjugasjvili; født 18. marts 1907, død 14. april 1943) var Josef Stalins ældste søn. Under 2. verdenskrig blev han taget til fange af tyskerne og døde senere i koncentrationslejren Sachsenhausen ved selvmord, efter at Stalin havde afvist at bytte ham med den tyske feltmarskal Friedrich Paulus, der sad i russisk fangelejr, senere blev Leo Raubal (Hitlers halvsøsters søn) foreslået i bytte, men dette blev også afvist.